# ネゲントロピー
ネゲントロピー (negentropy) は、生命などの系が、エントロピーの増大の法則に逆らうように、エントロピーの低い状態が保たれていることを指す用語である。単に、エントロピーを減少させる物理量、という意味でも使われる。

## エントロピーとの対照性
エントロピーは、熱力学や統計力学における「乱雑さ」を表す物理量のこと。等温可逆的な変化で、ある物質系が熱量を吸収したとき、エントロピーの増加は吸収熱量を温度で割った値に等しい。熱の出入りがない系では、熱力学の第二法則により、内部変化はつねにエントロピーが増大する方向に起こる。もし生命が系として孤立しているとすると、エントロピーは限りなく増大し（たとえば老化現象）、反対にエントロピーが下がること、つまり生命のシステムが秩序化されていくこと（若返ること）は、不可能である。生命は環境に対して開かれており、呼吸などの代謝を通して環境にエントロピーを排出することで、その補償により自己の低エントロピーを保つことができる。このような作用がネゲントロピーである。これによって生命は自己組織化され散逸構造を維持することが可能となる。ネゲントロピー単体の存在は否定されたが、非平衡系の学問の発展に寄与した。

## 歴史
1943年にエルヴィン・シュレーディンガーが著書「生命とは何か」で negative entropy という言葉によりその概念を提唱した。その後、フランスの物理学者レオン・ブリルアンにより短縮語 negentropy という表現が用いられ、定着した。
また、『生命とは何か』の訳者註で鎮目恭夫は「ただし、....... 『負エントロピー』という言葉は、その直接の原註にもかかわらず、やっぱり誤解を招きやすい言葉だ。なぜなら、今日の物理的科学には熱力学のエントロピーと通信工学に由来する情報理論のエントロピーという二種類のエントロピーがあって、この両者が分子生物学の大学教授などによっても、しばしば混同され過誤や混乱を助長しているからだ」と述べている。
エントロピーは日常生活から宇宙にいたるまで考察され、ネゲントロピー理論もまた多分野に渡って考察されている。